# Holcus annuus subsp. setiglumis
Holcus annuus subsp. setiglumis é uma subespécie de planta com flor pertencente à família Poaceae. 
A autoridade científica da subespécie é (Boiss. & Reut.) M.Seq. & Castrov., tendo sido publicada em Acta Bot. Malac. 31: 236. 2006.

## Portugal
Trata-se de uma subespécie presente no território português, nomeadamente em Portugal Continental.
Em termos de naturalidade é nativa da região atrás indicada.

## Protecção
Não se encontra protegida por legislação portuguesa ou da Comunidade Europeia.